# Silkesapråttor
Silkesapråttor (Hapalomys) är ett släkte i underfamiljen möss bland gnagarna. Släktet bildas av två arter.

## Beskrivning
Dessa möss når en kroppslängd mellan 12 och 17 centimeter och därtill kommer en 14 till 20 centimeter lång svans. Den täta mjuka pälsen är på ovansidan rödgrå till gråbrun och på undersidan vit, även tassarna är vita. Den långa svansen är bara glest täckt med hår. Händer och fötter är bra anpassade för livet i träd. De har langa tår och den första tån är motsättlig.
Silkesapråttor förekommer i Sydostasien, utbredningsområdet sträcker sig från södra Kina till Malackahalvön. Deras habitat är tropiska regnskogar. De vistas främst på träd och är vanligen aktiva pa natten. På dagen sover de i självbyggda bon. Arten H. longicaudatus är specialiserade på bambuväxter och bygger bon i ihåliga stjälkar. Födan utgörs av unga växtskott, blommor och frukter.

## Systematik
Wilson & Reeder (2005) räknar släktet silkesaprattor till den så kallade Micromys-släktgruppen som är utbredd i sydöstra Asien. Lecompte et al. (2008) betvivlar denna indelning och listar släktet som incertae sedis, alltså med oklar tillhörighet.
I släktet skiljs mellan två arter:
- Hapalomys delacouri lever i södra Kina (med ön Hainan), i norra Vietnam och Laos.
- Hapalomys longicaudatus, är bara känd från vissa ställen i Myanmar, Thailand och andra delar av Malackahalvön.

Arterna hotas främst av förstöringen av levnadsområdet. Internationella naturvårdsunionen listar H. longicaudatus som starkt hotad (endangered) och H. delacouri som sårbar (vulnerable).